# Betonowóz
Betonowóz lub betoniarka-samochód, potocznie gruszka do betonu – samochód ciężarowy przeznaczony do przewozu mieszanki betonowej. Mieszarka bębnowa zapobiega rozwarstwieniu znajdującej się w bębnie mieszanki betonowej.

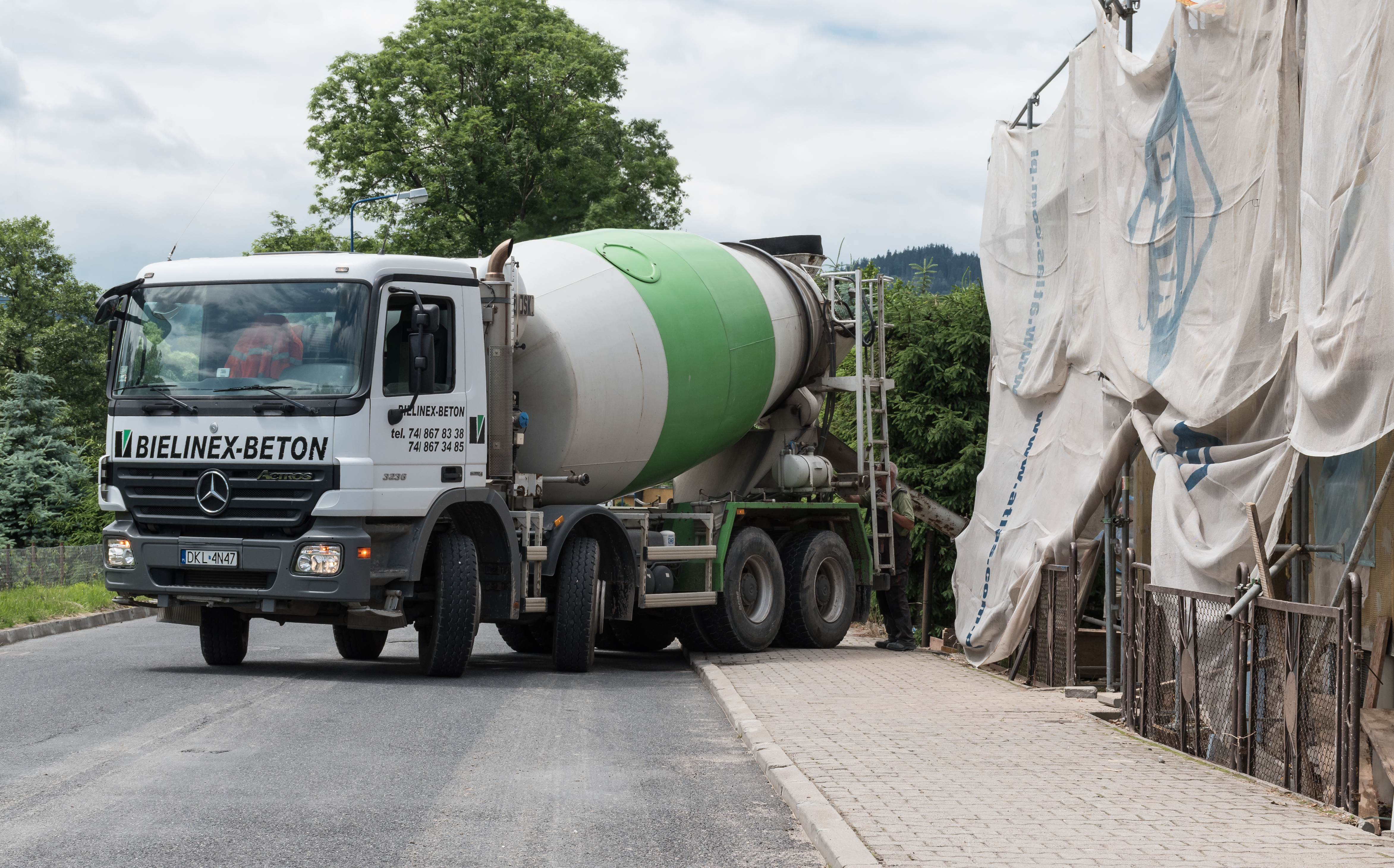
Betonowóz
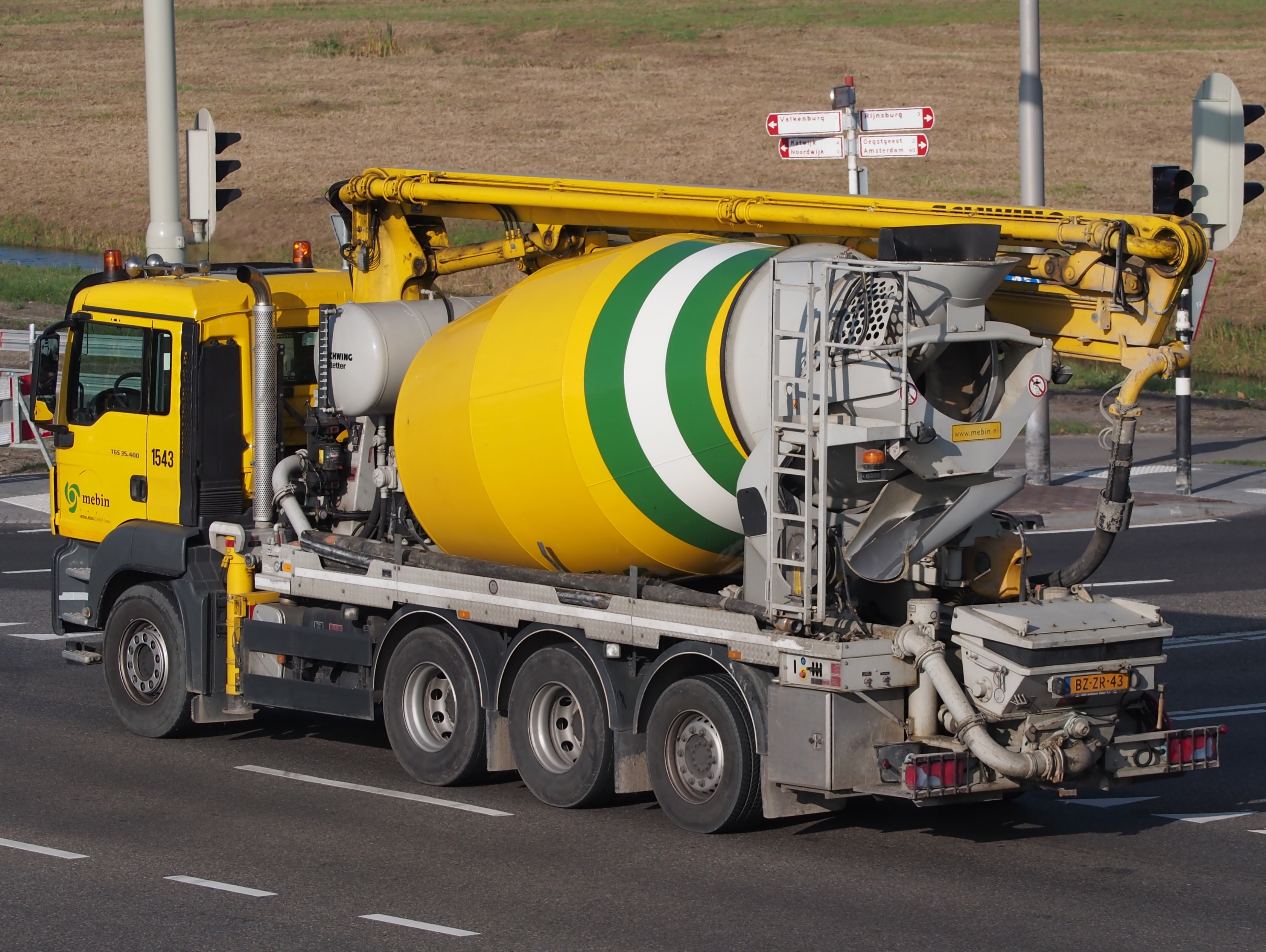
Betonowóz z pompą betonu
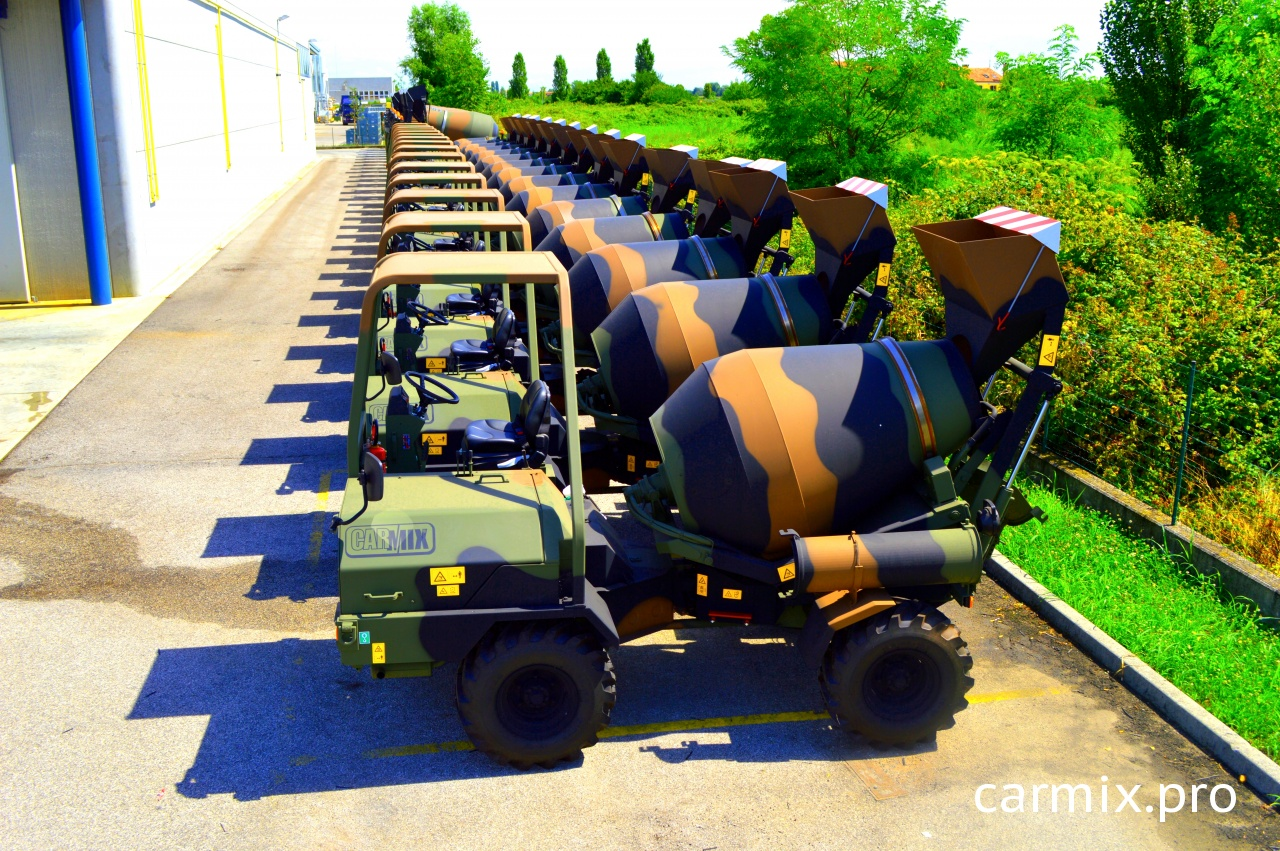
Betonowozy dla wojska
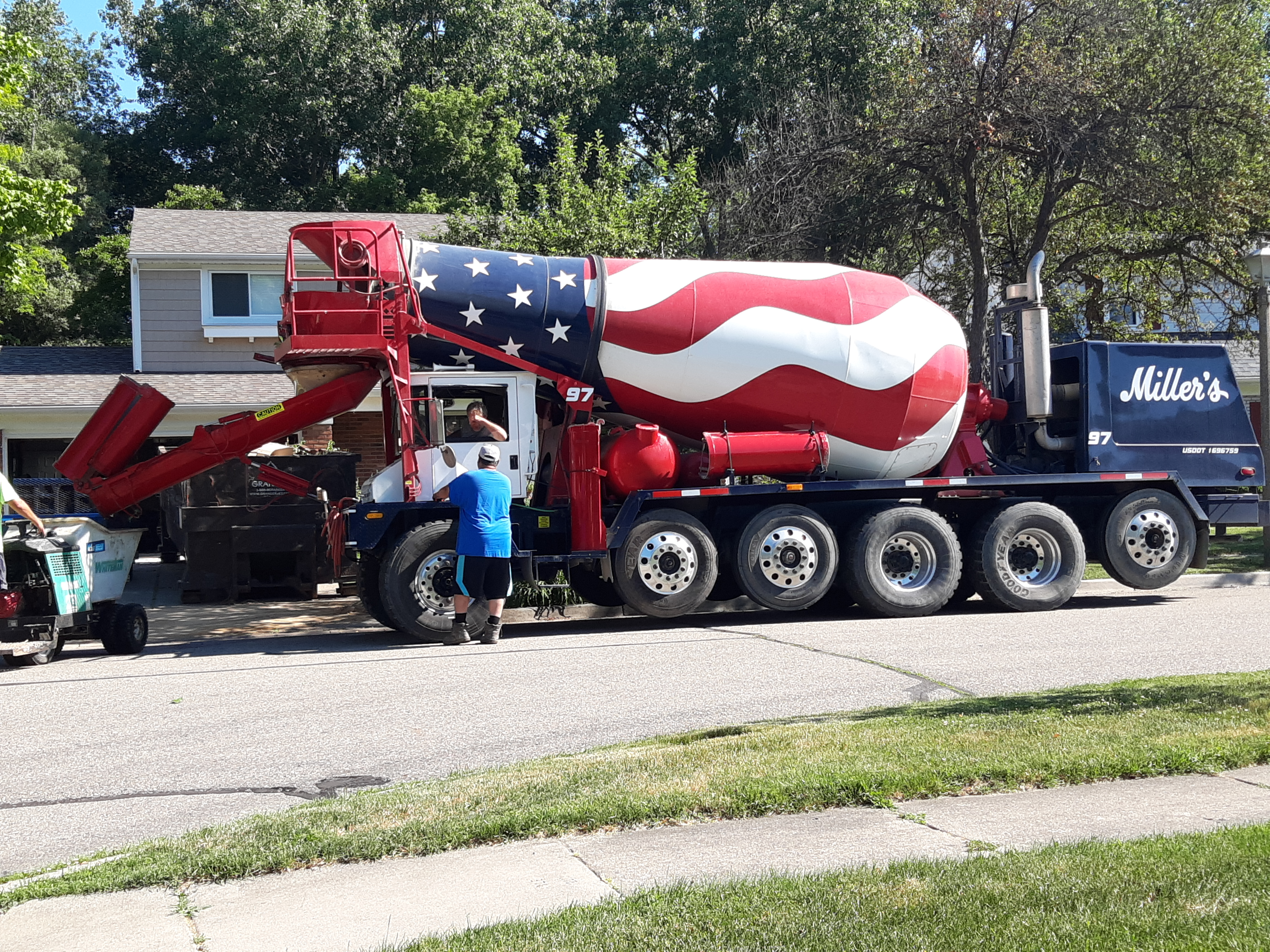
Frontloader
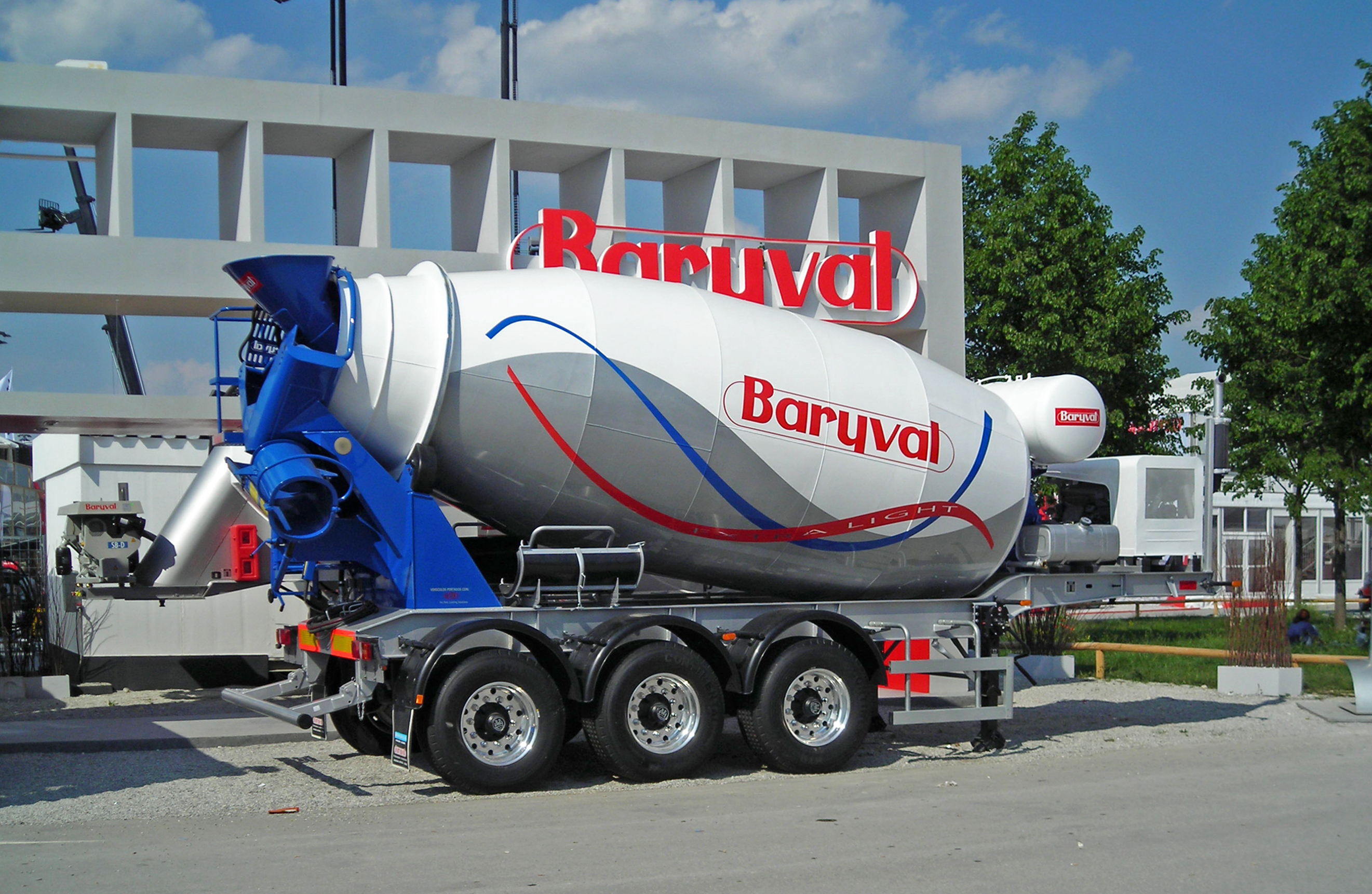
Naczepa betoniarka
Schemat pracy mieszarki bębnowej